# Среднее Ондомозеро
Среднее Ондомозеро — небольшое пресноводное озеро, расположенное в юго-восточной части Кольского полуострова в 32 км (20 миль) от побережья Белого моря, к бассейну которого оно относится.
Находится на территории Терского района Мурманской области России между Верхним Ондомозером и Нижним Ондомозером. Наряду с ними и другими более мелкими озёрами входит в состав Ондомозёрского озёрно-болотного комплекса.
Крупнейшим притоком Среднего Ондомозера является река Юрос, вытекающая из Верхнего Ондомозера; с Нижним Ондомозером соединено лишь небольшим проливом длиной около 300 м (980 футов).

## Топографические карты
- Лист карты  Q-37-XV,XVI Чапома. Масштаб: 1 : 200 000.